# Sarbazan

Sarbazan este o comună în departamentul Landes din sud-vestul Franței. În 2009 avea o populație de 1.082 de locuitori.

## Evoluția populației
| An        | 1975 | 1982 | 1990 | 1999 | 2006  | 2009  |
| --------- | ---- | ---- | ---- | ---- | ----- | ----- |
| Populație | 806  | 872  | 940  | 941  | 1.083 | 1.082 |